# 阿德利斯山
47°22′13.85″N 8°35′33.5″E / 47.3705139°N 8.592639°E

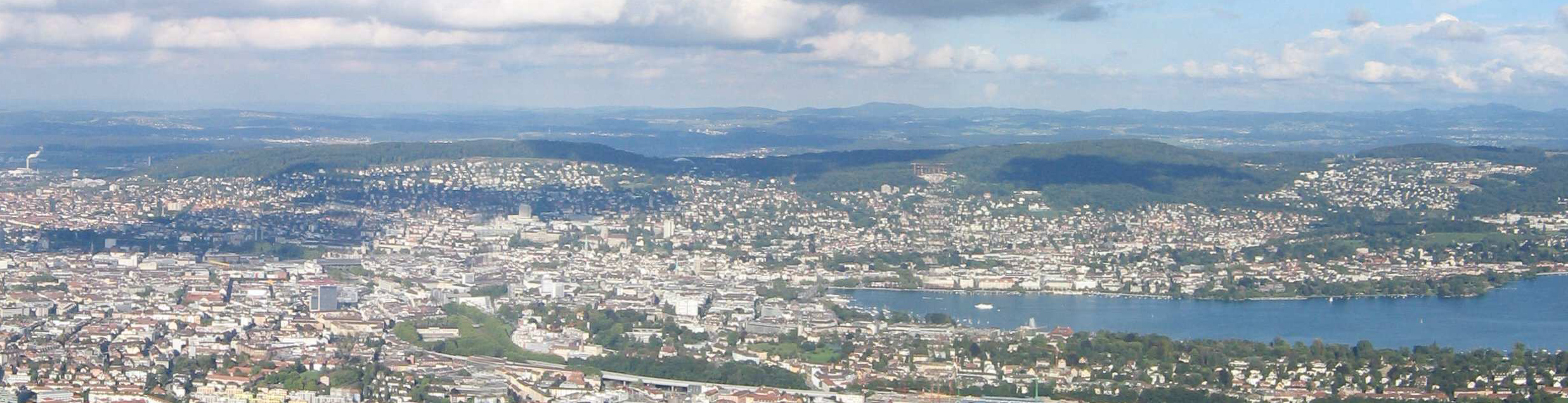

阿德利斯貝格山（Adlisberg），是瑞士的山峰，位於該國北部，由蘇黎世州負責管轄，俯瞰蘇黎世湖，該山峰海拔高度701米，每年平均降雨量1,869毫米。